# Dolly Rockers
The Dolly Rockers est un girl group anglais, ayant participé aux auditions de la troisième saison du télé-crochet britannique The X Factor en 2006, jusqu'à l'étape du Bootcamp.
Le groupe a réauditionné à la saison 10 de xFactor uk, elles ont reçu quatre « oui », elles continuent donc l'aventure.
Le groupe est composé de trois chanteuses originaires de Leeds, Manchester et Londres: Sophie King, Daniele Owen et Lucie Kay. Elles ont signé sur le label RedWalk (RedOne) et préparent un album pop. 
Elles ont connu un succès inattendu en radio en 2009 avec leur chanson: Je suis une Dolly.
Ce single est une reprise du hit de 1981 de Bill Wyman "(Si Si) Je Suis Un Rockstar". Le DJ Scott Mills en assure la promotion sur la BBC Radio 1. La chanson doit ensuite sa notoriété à son vidéoclip, tourné dans le métro londonien.
Elles connaissent actuellement un grand succès sur YouTube avec leur reprise du titre "Diamonds" de Rihanna, et d'autres reprises.

## Discographie

### Singles
| 2009 | "Gold Digger"       | 46 |
| 2009 | "Je suis une Dolly" |    |